# الطراد الألماني برينز يوجين

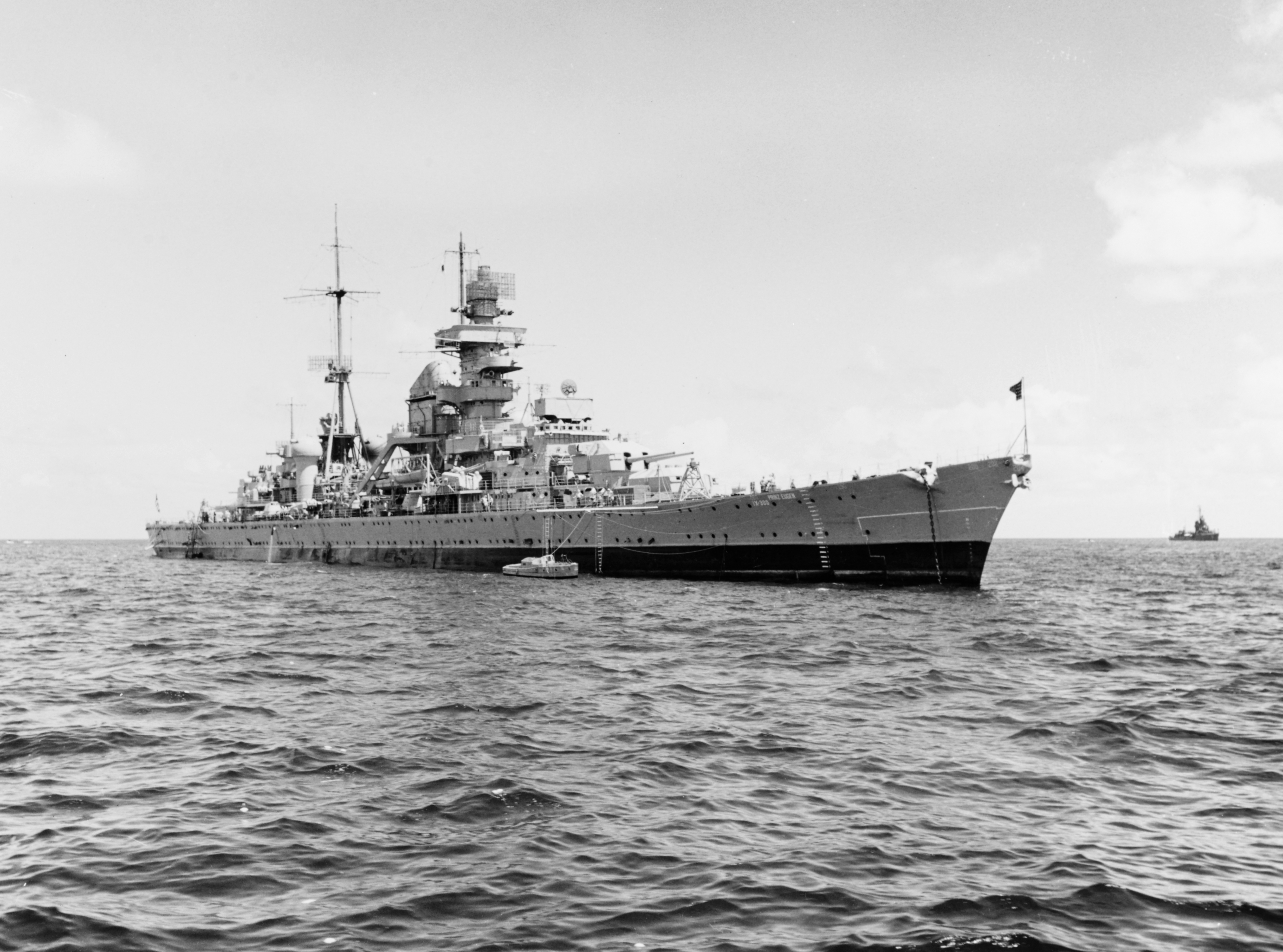

برنس اوجين ( تُلفظ بالألمانية: [ˈpʁɪnts ɔʏˈɡeːn] ) طرادًا ثقيلًا.خدم في بحرية ألمانيا النازية كريغسمرين خلال الحرب العالمية الثانية. وضعت السفينة في أبريل عام 1936، وأطلقت في أغسطس 1938 ، ودخلت الخدمة بعد اندلاع الحرب في أغسطس 1940. سميت باسم الأمير يوجين، وهو جنرال نمساوي من القرن الثامن عشر. كانت مسلحة ببطارية رئيسية من ثمانية مدافع من عيار 20.3 سنتيمتر (8.0 بوصة).

## سجل الخدمة

### الخدمة في بحر البلطيق
عندما دفع الجيش السوفياتي الجيش الألماني لفيرماخت بعيدا عنالجبهة الشرقية، أصبح من الضروري إعادة تنشيط برينز يوجين كسفينة لدعم الأسلحة النارية. في 1 أكتوبر 1943، تم إعادة تعيين السفينة للخدمة القتالية. 